# Heroica Nogales
Heroica Nogales (jelentése: heroica = hősi, nogales = dióerdők, röviden Nogales) egy város Mexikó északnyugati részén, Sonora államban, az Amerikai Egyesült Államok határánál.
Lakossága 2010-ben körülbelül 212 500 fő volt.
Földrajzi helyzeténél fogva gazdasági életére ma főleg az amerikai látogatókat kiszolgáló szolgáltatóipar és a maquiladora-típusú üzemek jellemzőek.

## Földrajz

### Fekvése
Az ország északnyugati, Sonora állam északi részén, a tenger szintje felett körülbelül 1200–1300 méterrel fekvő várost a Nyugati-Sierra Madre hegyei övezik. A viszonylag száraz éghajlat és a csapadék időbeli egyenetlen eloszlása miatt a környéken nincsenek állandó vízfolyások és mezőgazdasági művelésre alkalmas területek sem, csak erdők, rétek és legelők.

### Éghajlat
A város éghajlata viszonylag forró és száraz. Minden hónapban mértek már legalább 29 °C-os hőséget, a rekord elérte a 46 °C-ot is. Az átlagos hőmérsékletek a decemberi 9,6 és a júliusi 26,4 fok között váltakoznak, de fagy szinte csak nyáron nem fordul elő. Az évi átlagosan 469 mm csapadék időbeli eloszlása nagyon egyenetlen: a júliusban és augusztusban két hónap alatt lehull az éves mennyiség körülbelül fele.
| Hónap                                   | Jan.  | Feb. | Már. | Ápr. | Máj. | Jún. | Júl. | Aug. | Szep. | Okt. | Nov. | Dec.  | Év    |
| --------------------------------------- | ----- | ---- | ---- | ---- | ---- | ---- | ---- | ---- | ----- | ---- | ---- | ----- | ----- |
| Rekord max. hőmérséklet (°C)            | 38,5  | 32,0 | 36,0 | 40,0 | 44,0 | 46,0 | 43,0 | 43,0 | 39,0  | 39,0 | 33,0 | 29,0  | 46,0  |
| Átlagos max. hőmérséklet (°C)           | 17,4  | 17,7 | 20,5 | 24,4 | 29,1 | 33,8 | 33,5 | 31,9 | 30,4  | 26,5 | 21,0 | 17,0  | 25,3  |
| Átlaghőmérséklet (°C)                   | 9,7   | 10,2 | 12,7 | 16,2 | 20,6 | 25,3 | 26,4 | 25,1 | 23,2  | 18,8 | 13,4 | 9,6   | 17,6  |
| Átlagos min. hőmérséklet (°C)           | 1,8   | 2,7  | 4,9  | 8,0  | 12,1 | 16,8 | 19,3 | 18,4 | 16,0  | 11,1 | 5,7  | 2,3   | 10,0  |
| Rekord min. hőmérséklet (°C)            | −10,0 | −9,0 | −9,0 | −4,0 | −2,0 | 0,0  | 11,0 | 8,0  | 6,0   | −3,0 | −4,0 | −10,0 | −10,0 |
| Átl. csapadékmennyiség (mm)             | 23    | 28   | 18   | 8    | 5    | 9    | 119  | 119  | 54    | 35   | 22   | 29    | 469   |
| Forrás: Servicio Meteorológico Nacional |       |      |      |      |      |      |      |      |       |      |      |       |       |

## Népesség
A település népessége a közelmúltban folyamatosan és rendkívül gyorsan növekedett, 1990 és 2010 között például több mint megduplázódott:
| Év   | Lakosság |
| ---- | -------- |
| 1990 | 105 873  |
| 1995 | 131 578  |
| 2000 | 156 854  |
| 2005 | 189 759  |
| 2010 | 212 533  |

## Története
A kopár hegyvidék vonulatán fekvő határváros a 19. században még félsivatag volt, csak 1884-ben létesült itt állattenyésztő rancho. Lélekszáma a 19-20. század fordulóján is alig érte el a kétezer főt, csak a 20. században fejlődött nagyvárossá. Különösen az 1960-as évektől volt gyors a fejlődése, amikor a mexikói kormány megkezdte a határmenti térségek fejlesztését annak érdekében, hogy korlátozzák a gazdasági függőséget az Egyesült Államoktól.